# Magnolijevke
Magnolijevke (lat. Magnoliaceae), biljna porodica u redu magnolijolike ili Magnoliales kojoj pripada dva roda 
Cijela porodica ima ukupno 385 priznatih vrsta koje rastu po suptropskim i tropskim područjima Sjeverne, Srednje i Južne Amerike, karibims i dijelovima Azije: Indokina, Indija, Šri Lanka, Malezija, Kina, Japan i Korejski poluotok.
Porodicu je opisao francuski botaničar Jussieu a imenovana je u čast Pierrea Magnola (1638. – 1715.), francuskog fizičara, botaničara i diretora Botaničkog vrta u Montpellieru .
Magnolija je poznata po otpornosti listova, iz čijih se kutikula dobiva vosak koji se koristi u izradi šampona za zaštitu kose, a mnoge vrste ove porodice su ljekovite, pa ih koriste travari u Kini, SAD-u, Meksiku, a ulazi i kao dodatak raznim jelima.
Magnolije se istću lijepim cvijećem u rozoj, bijeloj i ljubičastoj boji.

## Opis
Magnoliaceae su drvenasto drveće i grmlje. Listovi su jednostavni, naizmjenični, obično s listopadnim listićima koji obuhvaćaju pupoljak. Cvjetovi su dvospolni, aktinomorfni i obično veliki, uglavnom s 3 čašica i 6 do mnogo latica. Androecij se sastoji od mnogo spiralno raspoređenih prašnika, svaki s uglavnom velikim mikrosporangijima i obično kratkom, slabo diferenciranom niti. Ginecej je apokarpan, sastoji se od mnogo spiralno raspoređenih jednostavnih tučaka. Svaki tučak ima gornju jajnicu s jednim mjestom i jednim do nekoliko rubnih ovula. Svi cvjetni dijelovi su različiti i pričvršćeni su na izduženu posudu. Tučkovi sazrijevaju u folikule ili rjeđe bobice ili samare.

## Potporodioce i rodovi
1. Familia Magnoliaceae Juss. (385 spp.)
  1. Subfamilia Magnolioideae Arn.
    1. Magnolia L. (383 spp.)

  2. Subfamilia Liriodendroideae (F. A. Barkley) Y. W. Law
    1. Liriodendron L. (2 spp.)

Sinonimi:
1. Dugandiodendron Lozano, sinonim za Magnolia Plum. ex L.
2. Michelia L. sinonim za Magnolia Plum. ex L.
3. Talauma A.Juss., sinonim za Magnolia Plum. ex L.
4. Yulania Spach, sinonim za Magnolia Plum. ex L.

## Vanjske poveznice
|  | Zajednički poslužitelj ima još gradiva o temi Magnoliaceae |
|  | Wikivrste imaju podatke o taksonu Magnoliaceae             |